# Belval (Mancha)
Belval é uma comuna francesa na região administrativa da Normandia, no departamento Mancha. Estende-se por uma área de 5,71 km². Em 2010 a comuna tinha 320 habitantes (densidade: 56 hab./km²).